# Shiru Deriba
Shiru Deriba Dulume (1985) is een Ethiopische atlete, die gespecialiseerd is in de lange afstand. Ze is in Nederland het meest bekend om haar overwinning bij de halve marathon van Egmond in 2008.
In 2007 debuteerde ze op de marathon bij de marathon van Amsterdam. Ze finishte als vierde in een tijd van 2:30.30. Het jaar erop begon ze met het winnen van de halve marathon van Egmond. In de slotkilometer demarreerde ze weg bij Hilda Kibet en bleef haar op de finish acht seconden voor. Haar persoonlijk record op de marathon liep ze in 2009 bij de marathon van Dubai. Hiermee finishte ze op een achtste plaats.

## Persoonlijk record
| Onderdeel | Prestatie | Datum           | Plaats |
| --------- | --------- | --------------- | ------ |
| marathon  | 2:28.26   | 16 januari 2009 | Dubai  |

## Palmares

### halve marathon
- 2008:  halve marathon van Egmond - 1:13.22

### marathon
- 2007: 4e marathon van Amsterdam - 2:30.30
- 2008: 8e marathon van Rotterdam - 2:37.11
- 2008: 6e marathon van Berlijn - 2:31.20
- 2009: 8e marathon van Dubai - 2:28.26
- 2010: 10e marathon van Dubai - 2:32.36
- 2010:  marathon van San Diego - 2:29.12
- 2011: 4e marathon van Madrid - 2:35.48
- 2011: 5e marathon van Dublin - 2:34.33
- 2012:  marathon van Florence - 2:30.08